# Soma
För andra betydelser, se Soma (olika betydelser).
Soma (på sanskrit) eller Haoma (på avestiska) är en rituell dryck som omnämns i urkunderna Rig Veda och Avesta. Särskilt den förra omnämner den flitigt och lovprisar dess kraftskänkande och berusande egenskaper. Det beskrivs hur drycken framställs genom att saften pressas ur en viss bergsväxt. Såväl indisk som iransk tradition identifierar drycken med växten, samt med en gudom som personifierar dem båda. Som fruktbarhetsgud var Soma besläktad med Indra och förbands med fruktbart regn och månen. Som dryckesgud sågs han som en livgivande kraft.
Det har spekulerats i att soma skulle vara en hallucinogen svamp som Psilocybe cubensis eller Amanita muscaria (flugsvamp). Andra hävdar att Soma innehöll en efedraväxt, Hom, alt. Som med efedrin som huvudingrediens samt cannabis och vallmo. Forskarvärlden är inte enig i denna fråga men vad som talar för dessa ingredienser är de fynd den välkände arkeologen Victor Sarianidi fann under sina utgrävningar av Gunur Tepe nära Merv i Turkmenistan. Här fann man i lämningar av kokkärl spår av vallmo, cannabis och efedrin. Med tiden försvann somabruket. Vad det verkar eftersom tillgången till växten Hom eller Som som måste importeras, ströps. Detta menar vissa forskare beror på att homväxten, som de invaderande arierna odlade i sitt ursprungsland i dagens Centralasien bara kunde växa i sin torra hembiotop, medan den ej trivdes i det fuktiga indiska klimatet.